# Brunettia similis
Brunettia similis és una espècie d'insecte dípter pertanyent a la família dels psicòdids.

## Descripció
- És de color negre i el mascle presenta ales amples, similar a Brunettia biformis, del qual es distingeix per la forma de les susdites ales en el mascle.[5]

## Distribució geogràfica
Es troba a Oceania: Samoa.